# Valcău de Jos
Valcău de Jos – wieś w Rumunii, w okręgu Sălaj, w gminie Valcău de Jos. W 2011 roku liczyła 748 mieszkańców.